# 白賁 (永樂進士)
白賁（？—？），直隸和州（今安徽和縣）人。明朝政治人物，官至知縣。

## 生平
永樂二年（1404年）甲申科三甲進士。官至山東堂邑縣知縣。